# Pueblo Viejo, Minatitlán
Pueblo Viejo är en ort i Mexiko.   Den ligger i kommunen Minatitlán och delstaten Veracruz, i den sydöstra delen av landet, 500 km öster om huvudstaden Mexico City. Pueblo Viejo ligger 49 meter över havet och antalet invånare är 297.
Terrängen runt Pueblo Viejo är huvudsakligen platt. Pueblo Viejo ligger uppe på en höjd. Runt Pueblo Viejo är det ganska glesbefolkat, med 30 invånare per kvadratkilometer. Närmaste större samhälle är Cuichapa, 4,9 km norr om Pueblo Viejo. Omgivningarna runt Pueblo Viejo är en mosaik av jordbruksmark och naturlig växtlighet.